# Ciudad Lineal (distrito)

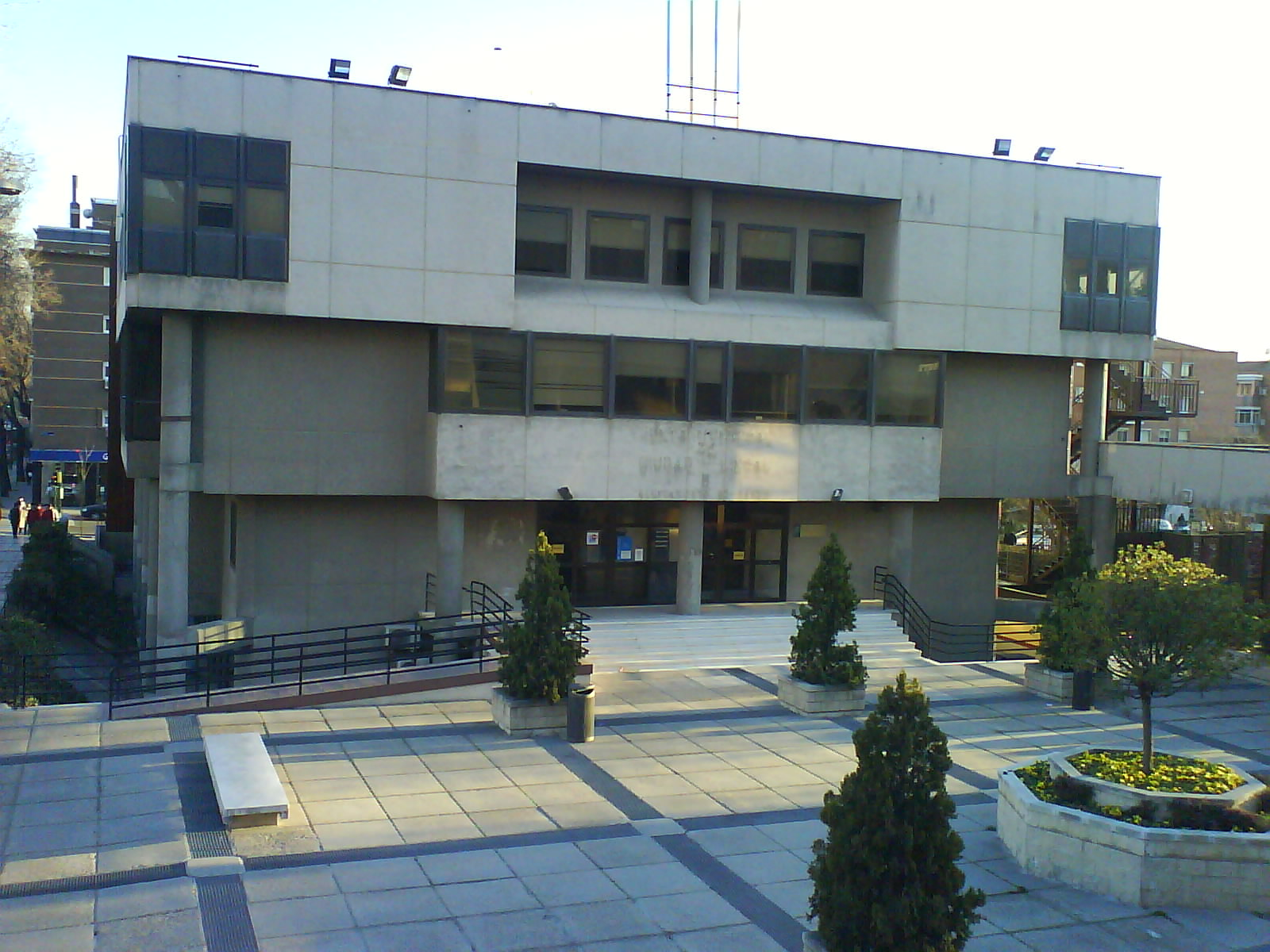
Sede do distrito.

Ciudad Lineal é um distrito da cidade espanhola de Madrid. Tem uma superfície de 11,36 km² e conta com 231.029 habitantes.

## Bairros
Este distrito está dividido em nove bairros:
- Atalaya
- Colina
- Costillares
- La Concepción
- Pueblo Nuevo
- Quintana
- San Juan Bautista
- San Pascual
- Ventas

## Património
- Centro Cultural Islâmico de Madrid (maior mesquita de Espanha)
- Cemitério de A Almudena
- Villa Rosario
- Instituto Eduardo Torroja